# Madonna col Bambino, san Pietro martire e un donatore
La Madonna col Bambino, san Pietro martire e un donatore è un dipinto a olio su tavola (55x88 cm) di Lorenzo Lotto, datato al 1503 e conservato nel Museo nazionale di Capodimonte a Napoli. Si tratta della prima opera certa dell'artista, per la presenza della firma "L. LOTUS P." collocata in basso a destra sul sedile della Madonna.

## Storia
La data dell'opera si deduce da un'iscrizione che si trova sul retro ("1503 adì 20 septembris"), che, sebbene non autografa del pittore, è redatta in grafia cinquecentesca e, dunque, viene ritenuta attendibile.
Collocabile all'inizio del periodo trevigiano, la tavola fu probabilmente commissionata dal vescovo Bernardo de' Ross. Gli studiosi ritengono si possa trattare di una sorta di ex-voto per essere scampato all'attentato contro di lui del 29 settembre 1503, scoperto e sventato in anticipo.
Fu portato a Parma verosimilmente dallo stesso vescovo, quando vi si rifugiò nel 1524, e in seguito entrò nelle collezioni Farnese (prima registrazione nota nel 1650) che, come è noto, vennero trasferite a Napoli nel 1760.

## Descrizione e stile
La composizione della Sacra conversazione è tipica della pittura veneziana della fine del Quattrocento, legata all'esempio di Giovanni Bellini e Cima da Conegliano. Maria col Bambino in braccio si trova a destra, con le spalle contro il consueto panno verde, in questo caso animato da pieghe che mostrano anche il risvolto, di un rosso acceso. A sinistra si apre un dolce paesaggio di colline che sfumano in lontananza, punteggiate da castelli e altri segni della presenza umana. La presenza di Pietro Martire, con i tipici attributi della mannaia nel cranio e del coltello nel petto, è spiegabile con una destinazione legata all'Ordine domenicano, ma anche con il parallelismo tra la sorte del santo, perito in un agguato, e quella del committente.
La Madonna pone una mano su un san Giovannino di scarsa fattura, verso cui anche il Bambino indirizza un gesto di benedizione. Le analisi radiografiche testimoniano che sotto questa figura si trovava originariamente un uomo inginocchiato con la croce, probabilmente il vescovo de' Rossi.
Lo stile dell'opera, che predilige colori squillanti e contorni netti, in contrasto con il dominante influsso del tonalismo, rimandano all'influenza di Alvise Vivarini, che probabilmente fu il maestro del Lotto.
Dall'analisi radiografica della tela risulta che dove è raffigurata l'immagine di san Giovanni Bambino, compaiono tracce del profilo di un personaggio che potrebbe essere identificato in Bernardo de' Rossi, forse committente dell'opera. Il vescovo che aveva avuto rapporti con il Lotto, si era spostato a Parma nel 1524, questo spiegherebbero anche perché l'opera sia poi diventata dei Farnese.